# HD 117815
HD 117815 è una stella bianca di sequenza principale variabile pulsante, situata nella costellazione dei Cani da Caccia.
Dista 374 anni luce circa, precedentemente stimati in 398 anni luce circa dal satellite Hipparcos e con una magnitudine apparente di 7.08 non è visibile ad occhio nudo ma è necessario almeno un binocolo od un piccolo telescopio per poterla individuare.
È molto vicina alla Galassia Vortice o M51A infatti in alcuni telescopi professionali appare sfocata o debole per via della luce emessa da quest'ultima.
Al telescopio il contrasto cromatico con la Galassia Vortice, a volte, la fa apparire violacea.
Questa stella con una magnitudine assoluta +1.78 ha una luminosità 18 volte maggiore di quella del Sole.